# Венец (Павловский район)
Вене́ц — деревня в Павловском районе Нижегородской области. Входит в состав городского поселения рабочий посёлок Тумботино.

## Население
| 2002 | 2010 |
| ---- | ---- |
| 148  | ↘95  |